# Трон Святого Августина

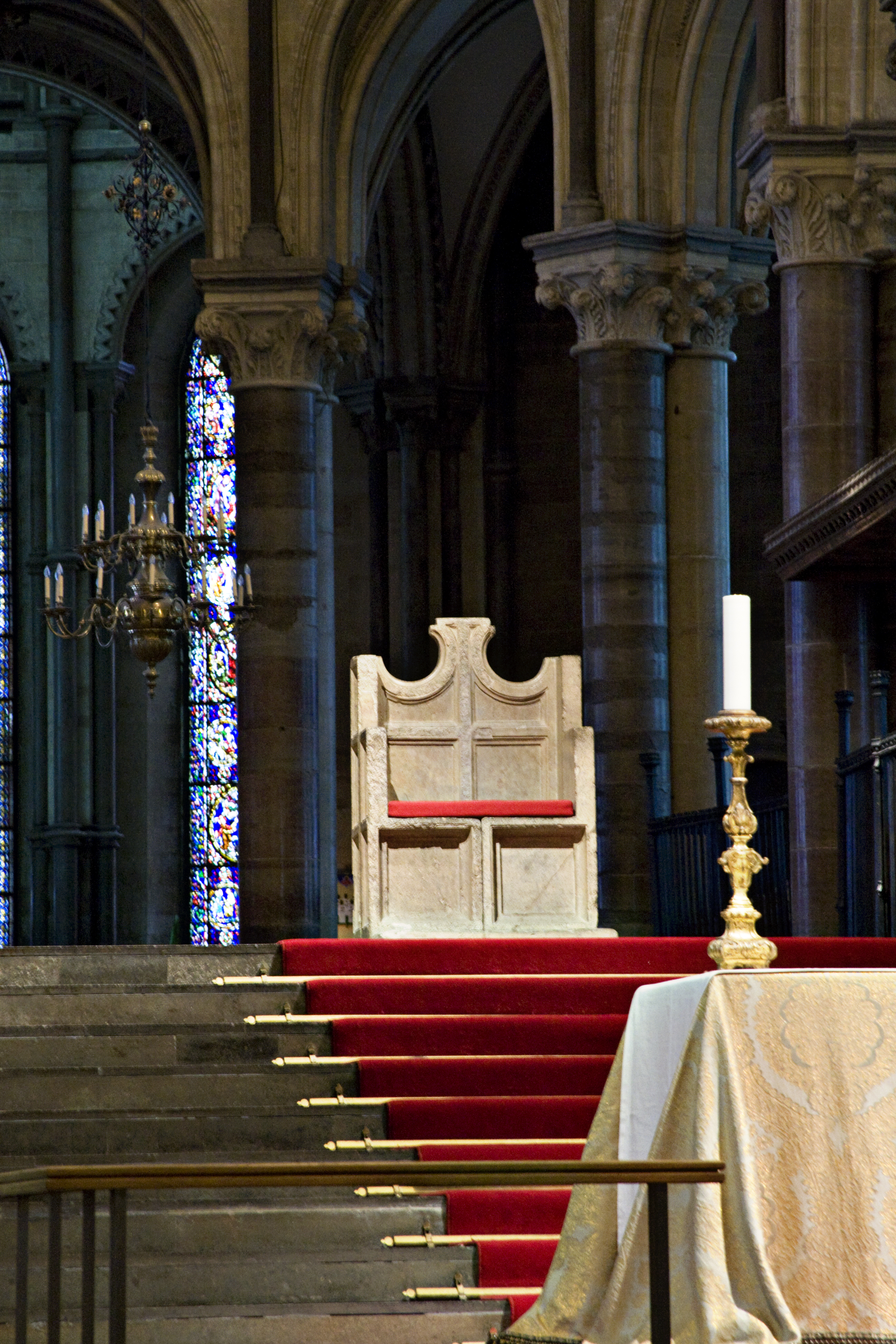
Трон Святого Августина

Трон Святого Августина или Cathedra Augustini (на лат.) — церемониальный трон архиепископа Кентерберийского в Кентерберийском соборе.

## История
Названный в честь первого архиепископа Кентерберийского, Святого Августина Кентерберийского, трон сделан из мрамора Петворта. Нынешний трон, зарегистрированный в отчетах Собора как изготовленный между 1201 и 1204 годами, заменил тот, что сгорел во время пожара 1174 года. Однако его основание может содержать фрагменты оригинального трона, который упомянут в описаниях у Эдмера и Герваза Кентерберийского. Согласно хроникам собора, некогда трон был частью интерьера храма св. Томаса Бекета, который был разрушен во время английской Реформации. Оригинальный трон был описан Эдмером как «папский, мастерски сделанный из крупных камней и цемента»; он стоял в западной апсиде за алтарем Святой Марии, но погиб во время пожара 1067 года.
С самых ранних времен трон всегда использовался на церемонии тройной интронизации архиепископа Кентерберийского. Архиепископ восседает на троне в хоре качестве епархиального епископа, в главном доме в качестве титульного настоятеля и в кресле св. Августина в качестве предстоятеля всей Англии. Интронизация и Ламбетская конференция — единственные случаи, когда используется эта кафедра.

## Современное значение
Учитывая всемирную природу современного англиканского сообщества, возведение на престол архиепископа в кафедральном соборе св. Августина стало представлять его положение как мирового духовного лидера всех верующих.